# 华夏子楝树
华夏子楝树（学名：Decaspermum esquirolii）为桃金娘科子楝树属下的一个种。